# Dolichoris cristata
Dolichoris cristata is een vliesvleugelig insect uit de familie vijgenwespen (Agaonidae). De wetenschappelijke naam is voor het eerst geldig gepubliceerd in 1928 door Grandi.